# Sandringham House
Sandringham House est une résidence de la famille royale britannique, située près du village de Sandringham, dans le Norfolk. Le palais est une demeure privée du roi Charles III et des Windsor et se trouve dans le nord-ouest d'un vaste domaine royal de 8 100 ha classé lui-même comme Area of Outstanding Natural Beauty.

## Histoire et site actuel
Le site est occupé depuis l'ère élisabéthaine, et en 1771, l'architecte Cornish Henley déboisa cet emplacement pour construire Sandringham Hall. Le manoir fut modifié au cours du XIXe siècle par Charles Spencer Cowper, beau-fils de Lord Palmerston, qui ajouta un porche élaboré ainsi qu'une véranda, conçus par l'architecte Samuel Sanders Teulon.
En 1862, le manoir fut acheté par la reine Victoria, à la demande du prince de Galles (futur Édouard VII) qui désirait l'utiliser comme résidence pour lui-même et sa nouvelle épouse Alexandra de Danemark. Cependant, en 1865, deux ans après s'y être installé, le prince, trouvant  la taille du manoir insuffisante pour ses besoins, ordonna à A.J. Humbert (en) de le raser et de créer un bâtiment plus grand.
La maison de briques rouges qui vit le jour fut achevée à la fin de l'année 1870, elle reflétait un mélange de styles. Ce lieu contenait le hall d'entrée doté d'une galerie, il était utilisé par la famille royale lors de divertissements ou de rassemblements familiaux. Une nouvelle aile fut ajoutée plus tard à une extrémité de la maison, d'un style plus traditionnel, abritant une salle de bal. La conception était en avance sur son temps, comme en témoignaient le gaz d'éclairage. Une partie de la maison fut détruite dans un incendie pendant les préparatifs du 50e anniversaire du prince Albert Édouard en 1891, et reconstruite plus tard.

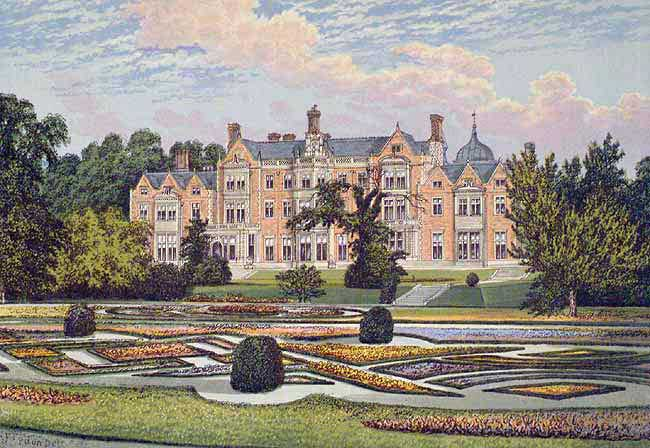
Les environs de Sandringham House, en 1880.

Sandringham House est la résidence privée de quatre générations de la famille royale britannique. Les principales caractéristiques du nouveau bâtiment sont des baies vitrées qui contribuent à éclaircir l'intérieur. Malgré la taille de Sandringham et la grandeur des pièces principales, les quartiers d'habitation sont plutôt étroits.
Fils d'Édouard et d'Alexandra, le prince Albert Victor et le prince George, avaient par exemple des chambres de très petites dimensions. Les parcs étendus offraient cependant de l'espace pour la ménagerie de chevaux, de chiens, de chats et autres animaux de la reine Alexandra. L'atmosphère était très différente de celle qui régnait dans leur résidence habituelle, surtout lorsque leur père était présent. Les chenils procuraient un plaisir particulier aux enfants. En plus des écuries destinées aux chevaux royaux, un pigeonnier pour abriter des pigeons de course fut construit en 1886 pour les oiseaux que le roi Léopold II de Belgique avait donnés au duc d'York, et un ou plusieurs autres datant de cette époque ont été maintenus. Depuis la mort d'Édouard VII, Sandringham est devenu un lieu de vacances pour les membres successifs de la famille royale.
Depuis la mort du roi George VI en 1952 à Sandringham, la reine Élisabeth II avait coutume de passer l'anniversaire de la mort de son père et de son propre avènement (en) dans ce palais, en privé, entourée de sa famille, et elle l'utilisait comme base officielle jusqu'en février.
C'est un excellent endroit pour la chasse (en), il est d'ailleurs utilisé pour les parties de chasse royales. L'engouement d'Édouard VII pour la chasse sur le domaine était tel qu'il ordonna que l'on réglât toutes les horloges avec une demi-heure d'avance sur le temps moyen de Greenwich afin d'augmenter la quantité de lumière le soir, ce qui permettait de chasser plus longtemps. Cela fut maintenu sur le domaine de 1901 jusqu'en 1936, période à laquelle le nouveau roi Édouard VIII montra qu'il était un « nouveau balai » en se débarrassant de cette coutume.
Avec le château de Balmoral, Sandringham House est l'une des propriétés privées de la famille royale britannique, mais pas du Crown Estate. Leur succession devint un problème en 1936, lors de l'abdication d'Édouard VIII. Faisant partie de l'héritage qu'Édouard reçut de son père, George V, les domaines ne revinrent pas automatiquement à son jeune frère George VI ; le nouveau roi dut en conséquence  lui racheter la résidence.
La reine Alexandra, ses fils, le prince Albert Victor, duc de Clarence et Avondale, et George V, ainsi que son fils George VI sont tous morts à Sandringham. Le roi Olav V de Norvège, petit-fils du roi Édouard VII, est né à Sandringham.
Victoria, princesse royale, fille de la reine Victoria et mère de l'empereur allemand Guillaume II, fit construire un manoir à Friedrichshof, près de Kronberg, ressemblant à celui de Sandringham.
Diana, princesse de Galles est née en 1961 et a grandi à Park House, juste à côté de Sandringham House, car les grands-parents maternels de Diana, les Fermoy, Maurice Roche, 4e baron Fermoy et Ruth Roche, baronne Fermoy (en), ainsi que ses parents Edward John Spencer 8e comte Spencer et Frances Burke-Roche, ont loué Park House à la famille royale pendant des décennies. Après l'accession du père de Diana au titre de comte Spencer, la famille déménagea dans leur ancestrale Stately home (en) d'Althorp, vieille de 500 ans, située dans le Northamptonshire. Diana avait l'habitude de passer Noël avec la famille royale à Sandringham alors qu'elle était encore mariée au prince de Galles.

## Galerie d'images

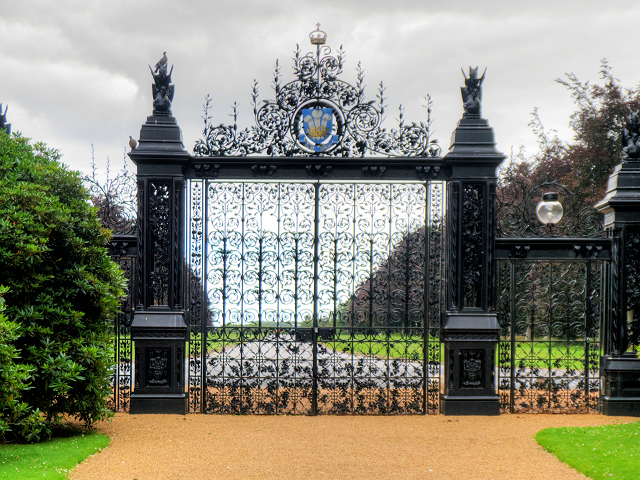
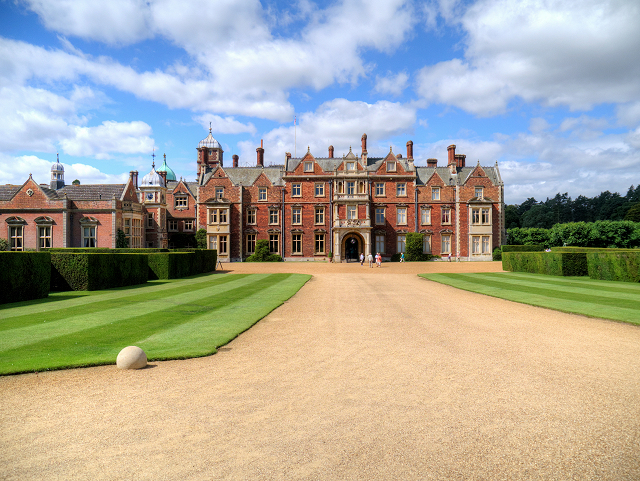
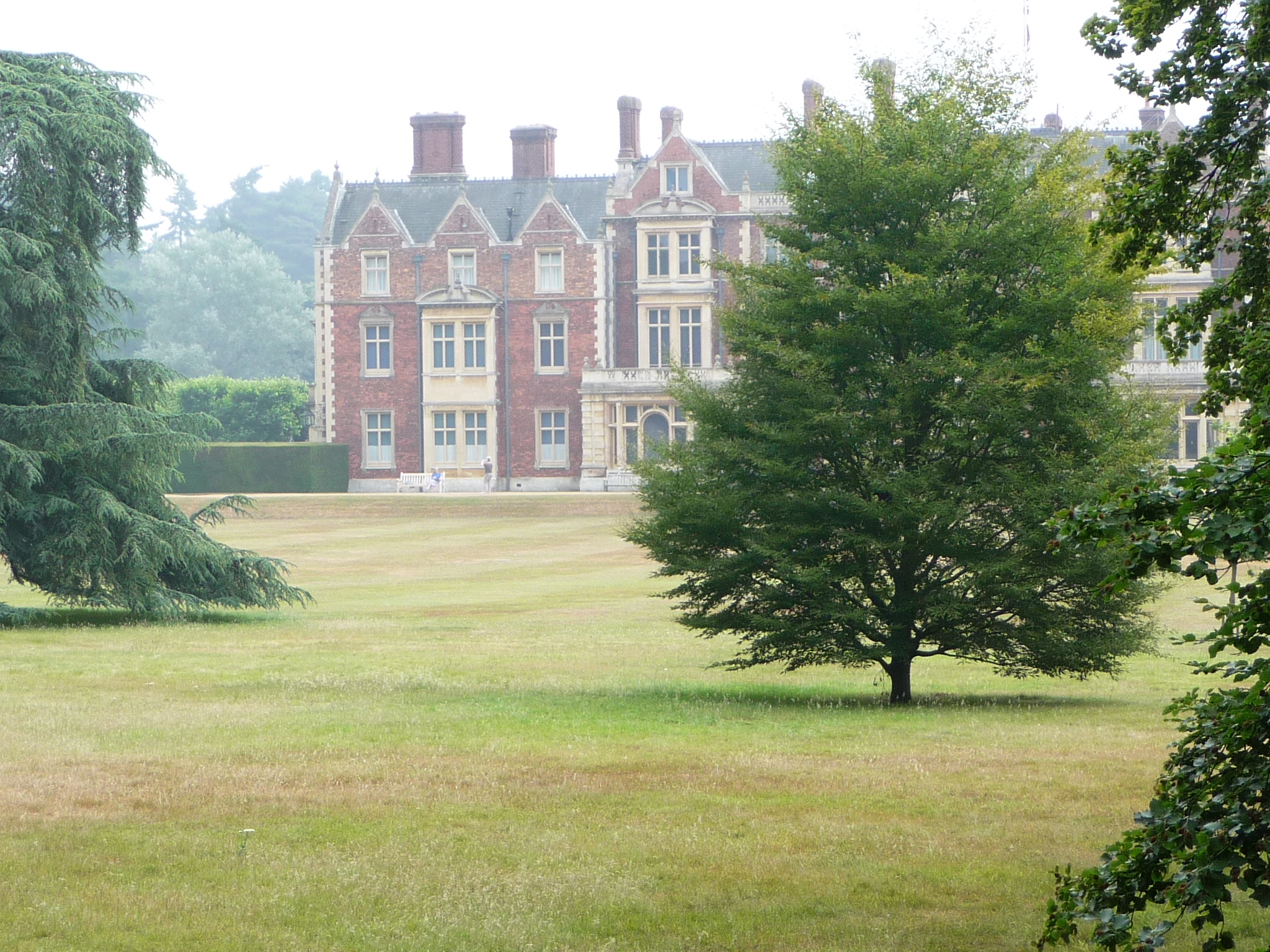
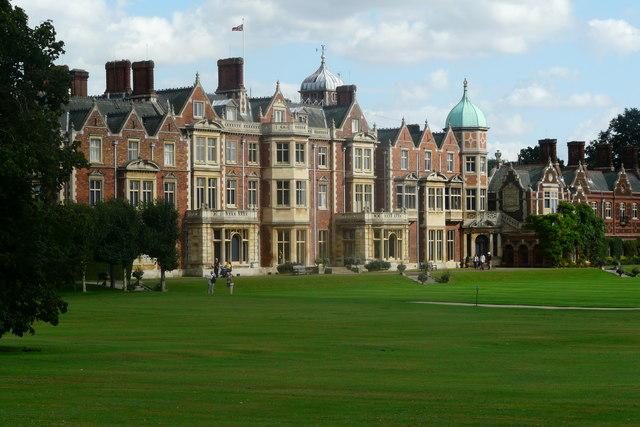
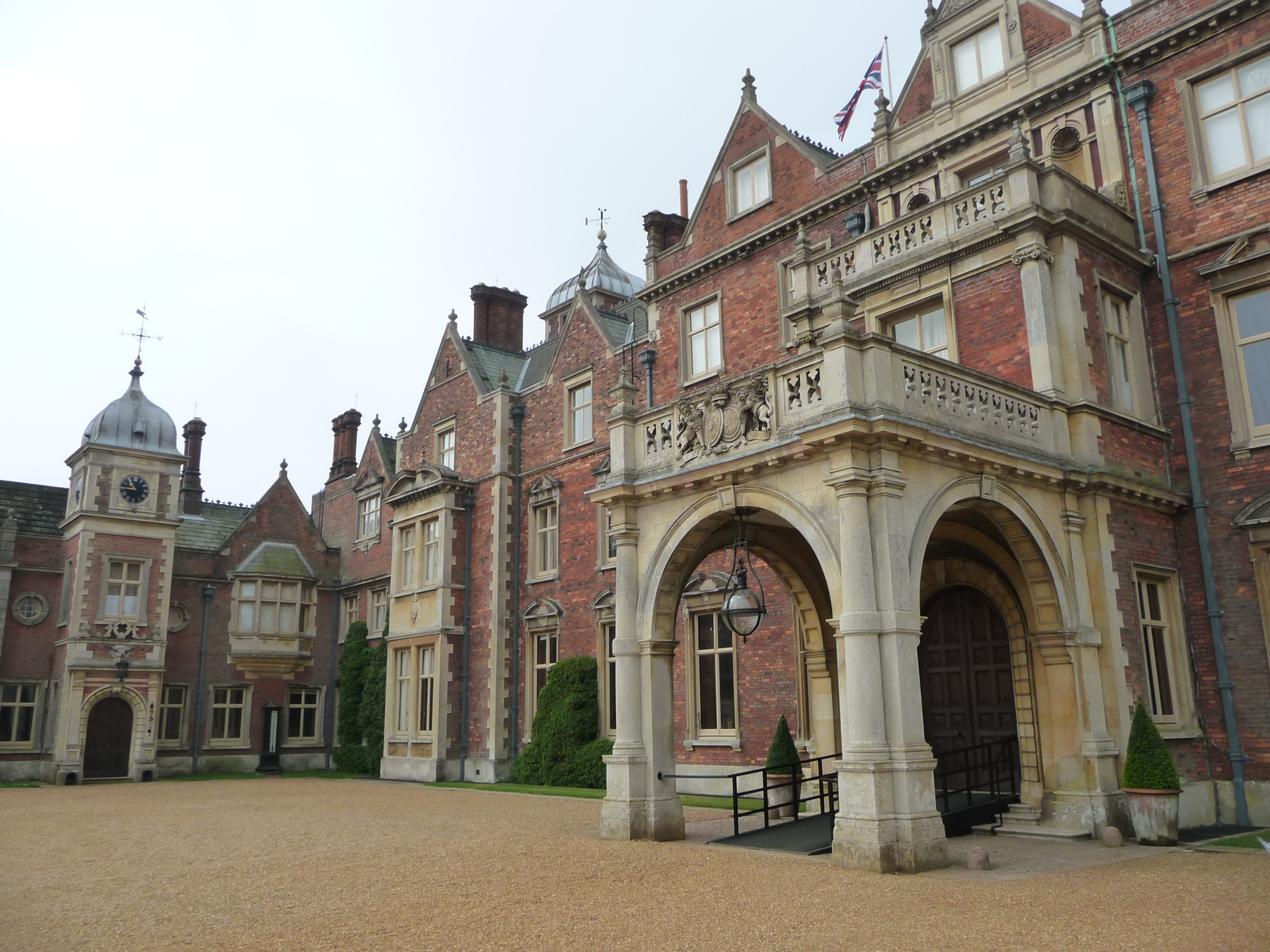
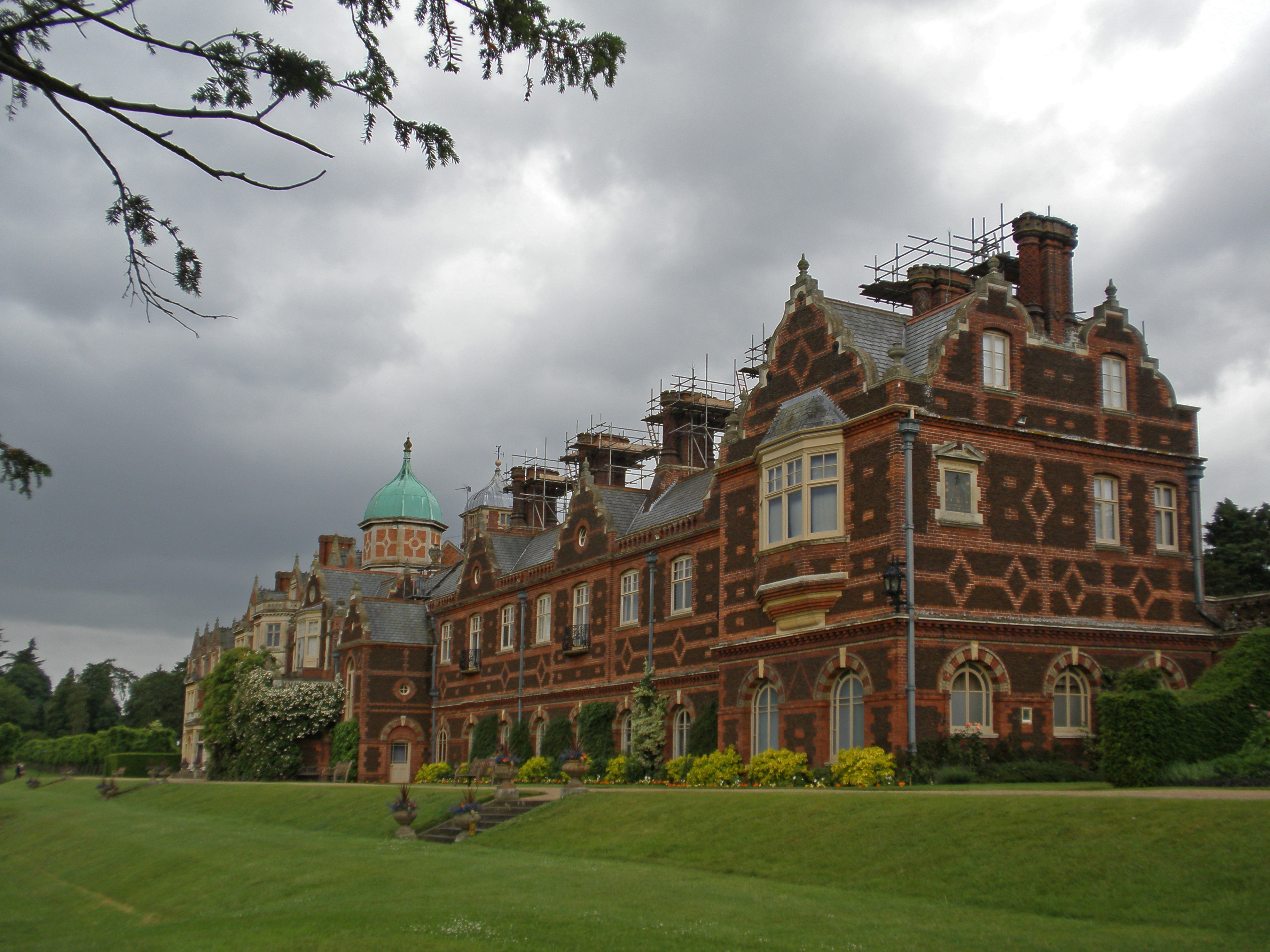
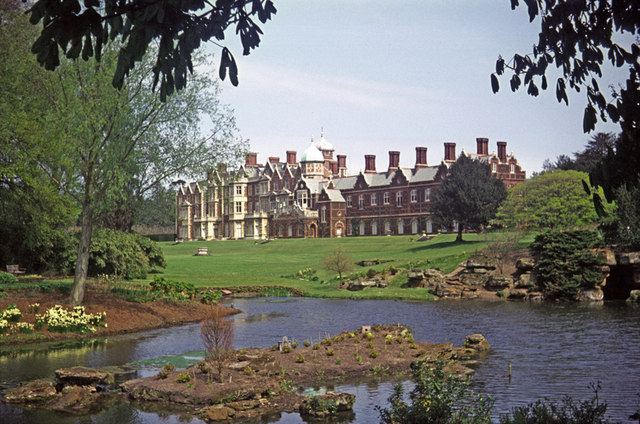
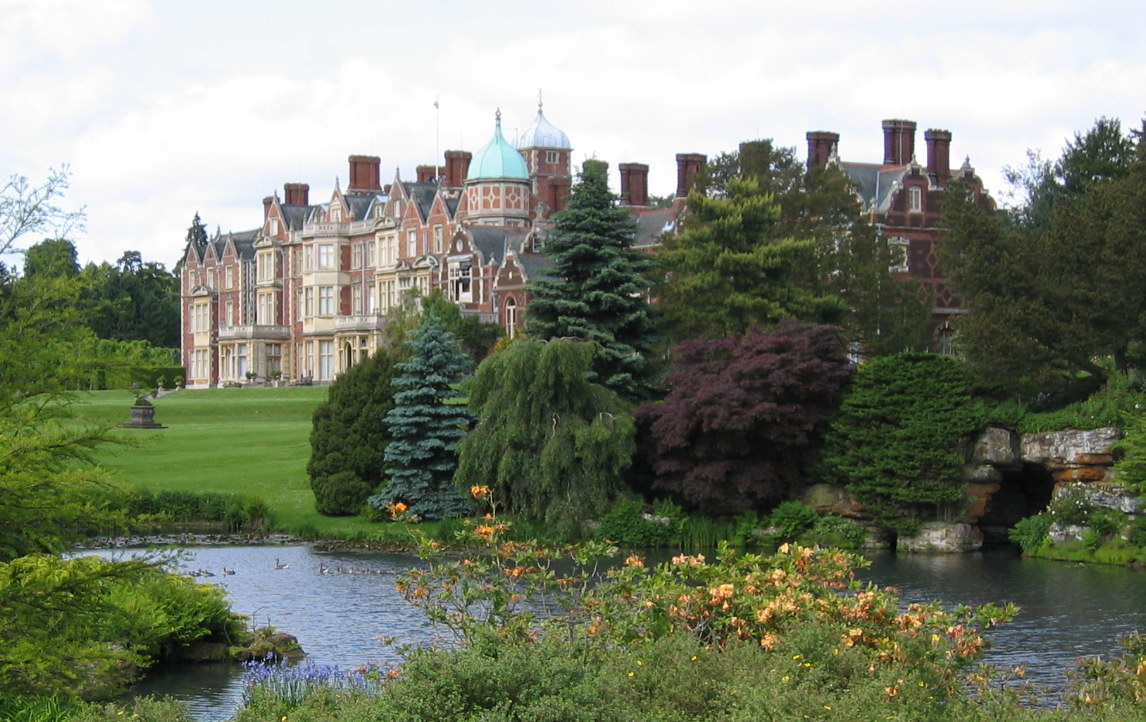
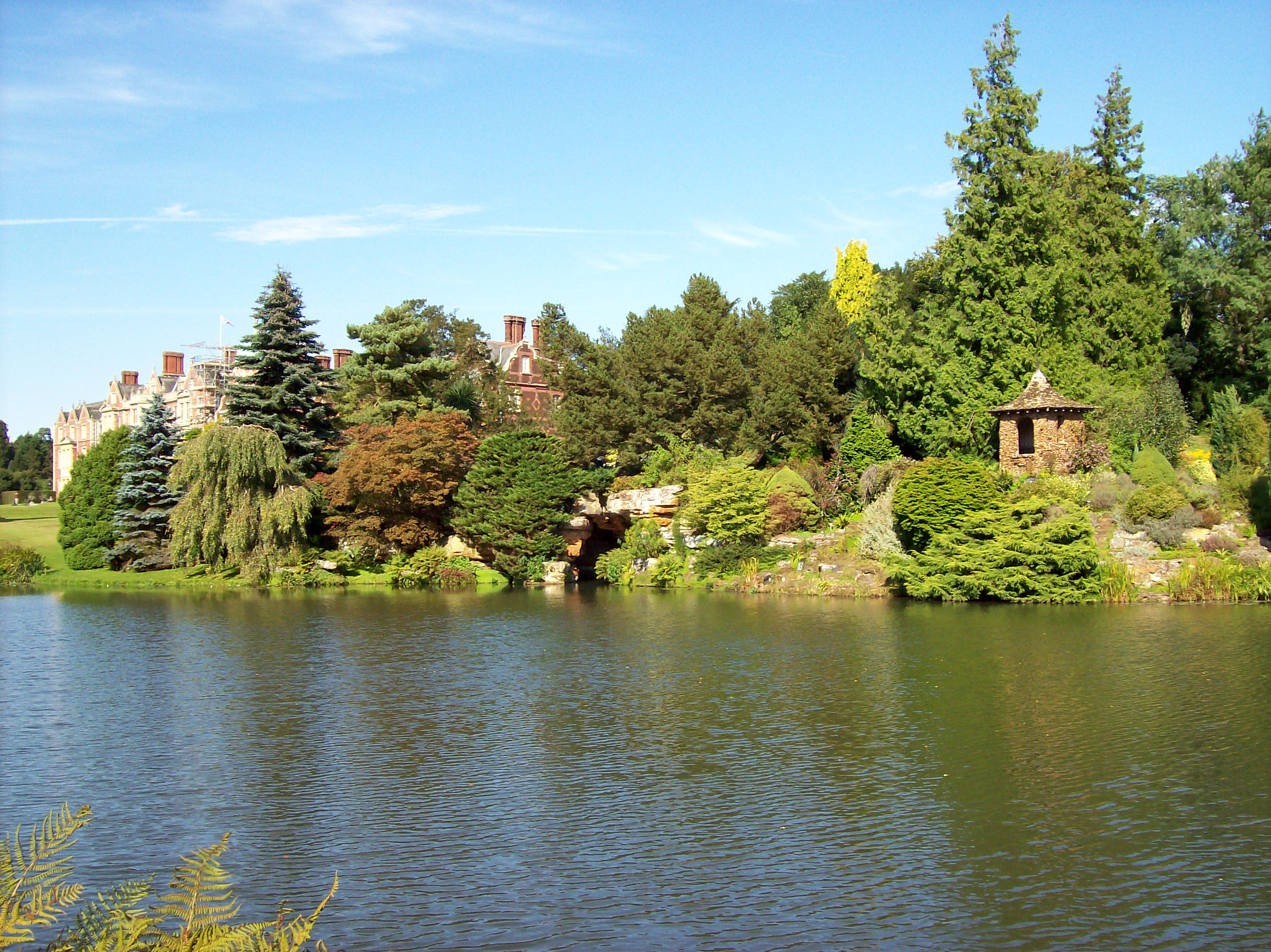

## Autres bâtiments dans les parcs

### York Cottage

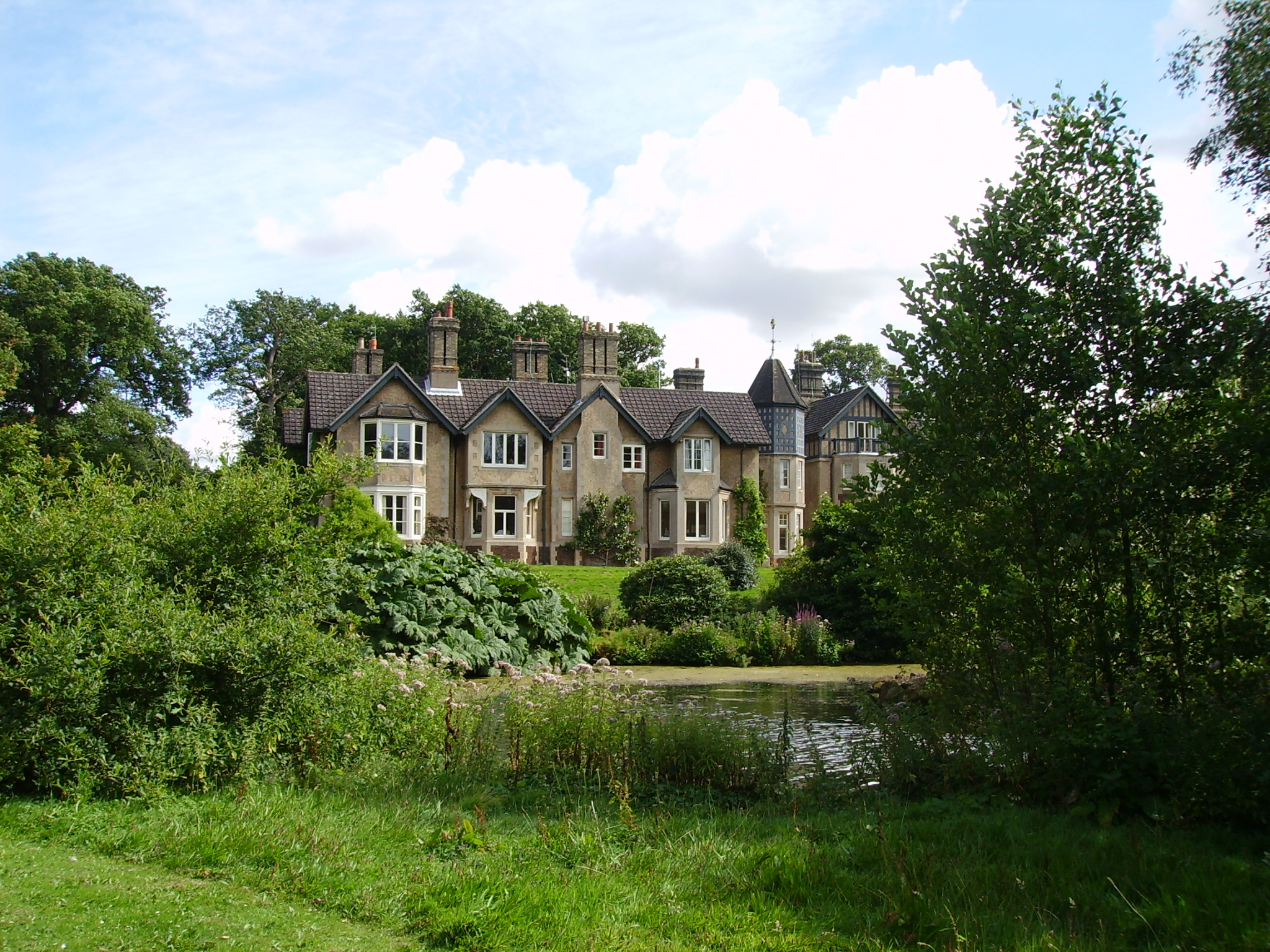
York Cottage.

Le domaine abrite York Cottage, construit par Édouard VII, peu de temps après son arrivée à Sandringham. York Cottage était aussi l'une des résidences favorites de George V.
Le manoir a été offert au duc et à la duchesse de Sussex au jour de leur mariage, par la reine.

### Anmer Hall
Anmer Hall est une maison géorgienne, située dans le parc. À un moment donné, ce fut la maison de campagne du duc de Kent.
Le manoir a été offert au duc et à la duchesse de Cambridge au jour de leur mariage par la reine. Le couple princier l'a fait rénover, peu de temps après.

### Appleton House
Lorsque le prince Carl, futur roi Haakon VII de Norvège, épousa la princesse Maud en juillet 1896, le prince et la princesse de Galles, parents de la mariée, leur offrirent Appleton House en cadeau de mariage. Ce présent était destiné à fournir au jeune couple un lieu pour les accueillir lorsqu'ils se rendraient en Angleterre. Le prince de Galles écrivit à son beau-frère danois, le prince héritier Frédéric de Danemark : « J'ai donné à Maud et à Charles une petite maison, leur propre maison de campagne — située à environ un kilomètre d'ici — ils auront toujours un pied-à-terre quand ils viendront en Angleterre. Je sais qu'ils apprécieront beaucoup cela. »
Quelques mois avant le mariage, le couple se rendit à Sandringham afin de voir leur cadeau de mariage. « J'ai vu ma nouvelle maison. Elle est plutôt charmante », écrivit le prince Carl dans une lettre.
La reine Maud apprit à aimer la maison. En 1899, elle écrivit dans une lettre, « Notre petite maison est un véritable paradis, tout est semblable à un rêve : nous sommes ici enfin, c'est si beau et si lumineux, chacune des pièces est si propre et si fraîche. » Leur fils, le futur roi Olav V de Norvège naquit le 3 juillet 1903 à Appleton House.
Appleton House s'élevait sur 2 étages et demi et était faite de briques. Il y avait des salons au rez-de-chaussée et au premier étage, ainsi que des pièces réservées aux domestiques. La maison avait une véranda. La propriété était entourée d'un parc boisé situé à Flitcham (en), à côté de Sandringham. Le caractère ouvert et onduleux du paysage environnant inspirait des activités de plein air, à cheval ou à vélo. Il était aussi source de multiples photographies que la reine Maud, en photographe amatrice acharnée, aimait à réaliser.
Autour de la maison, le prince de Galles avait aménagé un jardin, conçu en conformité avec les goûts de l'époque. Ici, se trouvaient des lits de roses et rhododendrons de forme ronde, ovale, triangulaire et carrée. Il y avait des pelouses et des haies d'ifs et de buis, séparées par des allées. La reine Maud aimait s'y promener. « Ses albums contiennent de nombreuses photos qui la montrent se promenant seule le long de ces allées — vêtue d'une longue robe blanche, tenant son ombrelle très haute au-dessus de la tête. »
En 1938, deux jours après l'enterrement de la reine Maud, son mari, le roi Haakon écrivit au roi George VI et l'informa que le moment était venu de rendre Appleton House à la famille royale britannique. La reine avait pu jouir de la propriété aussi longtemps qu'elle avait voulue, conformément à ce que le prince de Galles leur avait promis lorsqu'elle reçut le domaine en cadeau en 1896.
La maison resta inutilisée pendant de nombreuses années. Ses derniers habitants connus furent le roi George VI et la reine Élisabeth, qui y vécurent pendant une visite dans le Norfolk au cours de la Seconde Guerre mondiale (1939-1945). Un article de journal datant de 1968 et ayant pour titre « la maison vide de la reine » rapporta qu'une importante structure pour les raids anti-aériens avait été construite autour de la propriété au cours de la Seconde Guerre mondiale. Il aurait fallu restaurer la propriété pour qu'elle devînt habitable, aussi Appleton House fut démolie.

### Wood Farm
Wood Farm est un cottage de cinq chambres situé dans une partie isolée du domaine de Sandringham.
Longtemps résidence préférée d'Élisabeth II, Wood Farm a notamment été occupé par le prince Philip, duc d'Édimbourg, après son départ à la retraite en 2017.

## Accès au public
La maison fut ouverte pour la première fois au public en 1977, et un musée, avec des expositions sur la vie royale et sur l'histoire de la propriété, est également ouvert au public. Sur environ 600 acres (240 ha), se trouve un parc ou un jardin, lui aussi ouvert au public.

### Incidents
En janvier 2012, un corps a été retrouvé dans le parc de Sandringham. Il a plus tard été identifié comme étant celui d'Alisa Dmitrijeva, une Lettone de 17 ans qui vivait à Wisbech et qui avait été vue pour la dernière fois le 31 août 2011 à King's Lynn.

## Dans la fiction
- Certaines scènes du téléfilm The Lost Prince (2003), qui retrace la courte vie de John du Royaume-Uni jusqu'à sa mort à Sandringham, ont été tournées à Sandringham House[2].
- Plusieurs scènes de la saison 4 de The Crown, la série télévisée de Netflix, se situent à Sandringham House. Elles ont été tournées à Somerleyton Hall, dans le Suffolk[3],[4].
- Le long-métrage de fiction Spencer (2021) retrace un séjour de la Princesse Diana à Sandringham House à Noël 1991. Le film a en réalité été tourné majoritairement au château-hôtel de Kronberg en Allemagne[5].